# Inhibin
Inhibin är ett hormon som hämmar produktionen av follikelstimulerande hormon, FSH, i hypofysens framlob, adenohypofysen.
Hos kvinnor skyddar inhibin ett befruktat ägg från spontanabort i samband med en normal menstruation eftersom nya folliklar inte utvecklas. Menstruationscykeln stannar på så sätt upp när kvinnan blir gravid.
Hos män produceras inhibin av sertoliceller i testiklarna och reglerar med negativ återkoppling på så sätt att om spermieproduktionen i testiklarna sjunker så sjunker också produktionen av inhibin varvid mer FSH frisätts från adenohypofysen. Därmed stimuleras testiklarna att öka produktionen av spermier.